# パレンテ (企業)
株式会社パレンテは、千葉県千葉市中央区富士見に本社を置く、コンタクトレンズのECサイト「レンズアップル」を運営する企業。

## 概要
1977年の創業以来、2002年にコンタクトレンズの販売を開始。2008年からはコンタクトレンズのEC事業に参入した。
自社のオリジナルブランド「WAVE」の開発やロジスティクスセンターの設置、実店舗「レンズアップル」を運営、サポートセンターの設置等によって「選択する価値」を導入し、2024年12月末には通販サイトを合算して延べ注文件数が4,500万件に達した。

## 沿革
- 1977年
  - 10月 株式会社パレンテ設立
- 2002年
  - 4月 コンタクトレンズの販売店「アップル」をJR千葉駅前に開設
- 2003年
  - 11月 「アップル」大宮店をJR大宮駅前に開設
- 2008年
  - 1月 社内にEC事業部・システム開発部を創設
  - 1月 千葉ロジスティクスセンターを開設
  - 9月 コンタクトレンズのネットショップ「レンズアップル」オープン
- 2009年
  - 8月 楽天市場に「レンズアップル楽天市場店」を出店
- 2013年
  - 4月 優木まおみさんとのイメージキャラクター契約開始
  - 9月 岡山ロジスティクスセンターを開設
  - 10月 Yahoo!ショッピングに「レンズアップル」を出店
  - 12月 自社製品「WAVEワンデー」を販売開始
  - 12月 2013年楽天ショップオブザイヤー受賞(レンズアップ)
- 2014年
  - 11月 2014年楽天ショップ・オブ・ザ・スーパーSALE受賞(レンズゲット)
- 2015年
  - 1月 2014年楽天ショップ・オブ・ジ・エリア受賞(レンズゲット)
  - 4月 カラーコンタクトレンズ専用ネットショップ「ベリンダ」をオープン
  - 9月 自社製品「WAVE 2ウィーク UV」を販売開始
  - 12月 自社製品「WAVEワンデー RING(UVカット付き)」を販売開始
  - 12月 鈴木ちなみさんとの「WAVEワンデー RING(UVカット付き)」イメージキャラクター契約開始
- 2016年
  - 10月 YAHOO!ショッピング Area Awards 2016 都道府県賞 千葉県 大賞 関東・甲信越エリア ビューティー・ヘルスケアカテゴリ賞 第1位 千葉県 ビューティー・ヘルスケアカテゴリ賞 第1位受賞(レンズアップル)
  - 10月 自社製品「WAVEワンデー UV エアスリム」「WAVEワンデー UV ウォータースリム」を販売開始
- 2017年
  - 7月 入山法子さんとの「WAVEワンデー UVシリーズ」イメージキャラクター契約開始
- 2019年
  - 4月 自社製品「WAVEワンデー UV エアスリム plus」「WAVEワンデー UV ウォータースリム plus」を販売開始
  - 6月 自社製品「WAVE 2ウィーク UV plus」「WAVEワンデー UV RING plus」を販売開始
- 2020年
  - 5月 自社製品「WAVEワンデー UV RING plus 10枚入」を販売開始
  - 7月 自社製品「WAVEワンデー UV エアスリム plus 60枚入」「WAVEワンデー UV ウォータースリム plus 60枚入」を販売開始
- 2021年
  - 11月自社製品「WAVEワンデー UV Premium」を販売開始
- 2022年
  - 1月 「パレンテ×千葉ジェッツふなばし フライトクルー チアリーダーズ」の声から生まれた「WAVEワンデー RING Limited Collection by CHIBA JETS FLIGHT CREW CHEERLEADERS STAR JETS」を販売開始
  - 2月 パレンテ×BLEA学園「カラコン開発部」リアルJK・JDが今装着したいカラコンを放課後の部活動で開発「「WAVEワンデー UV RING Plus Limited Collection by BLEA」を販売開始
  - 3月 花の存在感から着想を得た「Flower」シリーズ「WAVEワンデーUV リングプラスフラワーコレクション」を販売開始
  - 11月 名古屋ロジスティクスセンターを開設
- 2024年
  - 8月 自社製品「Puffmee（パフミー）マンスリーカラコン」を販売開始
  - 9月 仙台ロジスティクスセンターを開設

## 取引先
- ジョンソン･エンド･ジョンソン株式会社 ビジョンケアカンパニー
- 日本アルコン株式会社
- ボシュロム・ジャパン株式会社
- クーパービジョン・ジャパン株式会社
- 株式会社シンシア
- 株式会社シード
- 株式会社メニコン
- 株式会社アイレ
- PIA株式会社
- 株式会社イトーレンズ
- 楽天株式会社
- GMOペイメントゲートウェイ株式会社
- 株式会社ネットプロテクションズ
- 株式会社日本郵便
- 株式会社ヤマダ電機
- LINEヤフー株式会社
- Google株式会社
- アマゾンジャパン合同会社
- 株式会社インタースペース
- 株式会社カカクコム

## スポンサー
- 千葉ジェッツふなばし（Bリーグ2018-19シーズンより） - オフィシャルパートナー[2][3]
- ヴィッセル神戸（Jリーグ） - オフィシャルシルバーパートナー[4][5]
- Rush Gaming[6]
- 野田樹潤（Juju）[7]